# ستيوارت إيفانز (لاعب هوكي الجليد)
ستيوارت إيفانز هو لاعب هوكي الجليد كندي، ولد في 19 يونيو 1908 في أوتاوا في كندا، وتوفي في 2 يونيو 1996.

## وصلات خارجية
- ستيوارت إيفانز على موقع دوري الهوكي الوطني (الإنجليزية)
- ستيوارت إيفانز على موقع EliteProspects.com (الإنجليزية)
- ستيوارت إيفانز على موقع HockeyDB.com (الإنجليزية)
- ستيوارت إيفانز على موقع Hockey-Reference.com (الإنجليزية)